# 普雷斯頓城 (康乃狄克州)
普雷斯頓城（英語：Preston City）是位於美國康乃狄克州新倫敦縣的一個歷史區。該地的面積和人口皆未知。

## 地理
普雷斯頓城的座標為41°31′38″N 71°58′33″W / 41.52722°N 71.97583°W，而該地的平均海拔高度為54米（即177英尺）。